# 삼등여관
삼등여관은 한국에서 제작된 김화랑 감독의 1967년 영화이다. 김희갑 등이 주연으로 출연하였고 이수길 등이 제작에 참여하였다.

## 출연

### 주연
- 김희갑
- 윤정희
- 구봉서
- 한은진

## 제작진
- 조명: 이현우
- 미술: 이문현